# Мочварни јелен
Мочварни јелен (лат. Blastocerus dichotomus) је сисар из реда папкара (Artiodactyla).

## Распрострањење
Ареал мочварног јелена покрива средњи број држава. Врста је присутна у Бразилу, Аргентини, Перуу, Боливији и Парагвају. Изумрла је у Уругвају.

## Станиште
Станишта мочварног јелена су саване, мочварна и плавна подручја, екосистеми ниских трава и шумски екосистеми, речни екосистеми и слатководна подручја. 

## Угроженост
Ова врста се сматра рањивом у погледу угрожености врсте од изумирања.